# So Into You
So Into You è un singolo della cantante canadese Tamia, pubblicato nel 1998 ed estratto dall'album Tamia. La canzone è stata scritta da Tim Kelley, Bob Robinson, Tamia Washington, Lionel Richie e Ronald LaPread.
Il brano è stato soggetto di un remake di Into You con la cantante, che ottenne molto più successo della versione originale.

## Tracce
1. So Into You (album version) – 3:55
2. So Into You (radio edit) – 3:37
3. So Into You (instrumental) – 3:54
4. So Into You (a cappella) – 3:55